# 看門狗：自由軍團
《看門狗：自由軍團》（英語：Watch Dogs: Legion，風格化：WATCH DOGS  LΞGION）是一款動作冒險遊戲，由育碧多倫多開發，育碧負責發行，並在Microsoft Windows、PlayStation 4、Xbox One和Google Stadia平台以及新世代主机PlayStation 5和Xbox Series X/S平台上發售。該遊戲是《看門狗》系列的第三部作品，以及是《看门狗2》的續集。游戏原计划与2020年3月6日发售，但之后宣布延期到於2020年10月29日发售，并正式宣布推出第九世代游戏机版本。

## 玩法
《看門狗：自由軍團》是一款以第三人稱視角遊玩的動作冒險遊戲。相較於前作，本作沒有固定的主角。這款遊戲可以建立自己的反抗軍。玩家可以在招募大多數出現設定於前作《看門狗2》13年後、在2029年的開放世界的倫敦中的公民，招募完成便可以操控該角色，一但角色觸發永久死亡的話就要選擇另一個角色來進行。如果一個角色被捕，玩家可以使用其他角色來拯救他們。一旦被招募，這些角色必須被要做以下三類任務：戰鬥類、潛入類或黑客類。《看門狗：自由軍團》是一款自由度極高的遊戲，玩家可以操控開放世界的任何人，當玩家想要招募NPC（即非玩家角色）會有特定的任務，去讓你完成從而招募該NPC。當招募完成便可以操控該人。這款遊戲有酷炫的動作和物品，基本上各種NPC會有不同的技能、武器、裝扮，不同的NPC就會有不同的任務，只要完成任務，便可以繼續使用該角色，或者選擇其他角色。
玩家還可以在合作遊戲模式中加入至最多4名玩家，共同完成在單人和多人模式之間的任務。

## 人物
以下提及的大部分人物皆無法被招募甚至透析，所以嚴格來說本作依然存在無法被玩家操控的NPC。

### DedSec·倫敦
莎賓·布蘭特（Sabine Brandt）
DedSec倫敦地區的負責人，與同伴們試圖阻止謎團重重的恐怖組織「Zero Day」在倫敦的恐怖攻擊行動，卻被對方反將一軍而失去了根據地與大多數夥伴，自己也被陷害成恐怖攻擊的首謀者而逃亡中。
道爾頓·沃爾夫（Dalton Wolfe）
遊戲序章中玩家所控制的DedSec探員。前軍情五處特務，熟悉電腦。試圖阻止「Zero Day」的恐怖攻擊卻中了對方的陷阱，最後不幸身亡。
貝格利（Bagley）
DedSec倫敦地區所持有的人工智慧，負責替DedSec的探員們進行支援。

康妮·羅賓森 (Connie Robinson)
是威斯敏斯特市 The Earl's Fortune 酒吧的老闆，這家酒吧位於上面，是安全屋的隱藏入口。 她也是 DedSec 倫敦分部的拳擊教練，新特工最初在那裡學習基本的戰鬥技能。 除了這些活動外，她還從事業餘拳擊運動。

### 掌權者
奈傑爾·凱斯（Nigel Cass）
實際控制了整個倫敦市的民間軍事公司「阿爾比恩」的CEO。
瑪莉·凱利（Mary Kelley）
倫敦遭恐怖襲擊後，趁其餘對手被逮捕而迅速壯大的黑幫「凱利幫」的老大。因為手段殘酷而有「血腥瑪莉」的外號。
思凱·拉森（Skye Larson）
知名IT企業家，提出了能將人類意識上傳至雲端的計畫而被諾特所質疑。在相關任務中玩家能夠決定是否要制裁思凱，但無論玩家的選擇為何，思凱的計畫最終都會被阻止。
查理·馬利克（Charlie Malik）
遊戲中期幫助DedSec的線人，要求DedSec活抓艾瑪·柴爾德。實際上是雙面間諜，暗中把DedSec的情報告知奈傑爾·凱斯。為SIRS的反恐主任。在相關任務最後玩家可以決定殺死他或困着他在DedSec總部。

### 協助者
凱特琳·劉（Kaitlin Lau）
倫敦警察廳的督察。因為某事件而盯上了凱利幫的老大瑪莉·凱利，為了能確實逮捕對方而與DedSec合作。
諾特（Nowt）
以「404」為代號的女性駭客，對最近知名的女性IT企業家思凱·拉森抱持懷疑態度。
艾瑪·柴爾德（Emma Childe）
「阿爾比恩」的成員，把查理·馬利克向奈傑爾·凱斯告知有關DedSec的浸透內容的真相告知玩家和DedSec。

## 血脈相承 Bloodline
艾登·皮爾斯（Aiden Pearce）
《看門狗》的主角。以「治安維持者」之名自由行動，不屬於任何組織的駭客。在駭客界赫赫有名。本作中登場時已55歲，但身手依舊矯健。
將在季票加入可供操控。
扳手（Wrench）
《看門狗2》的登場角色之一，本名為雷金納德﹒布樂奇曼，前DedSec舊金山地區的成員。
將在季票加入可供操控。
傑克森·皮爾斯（Jackson Pearce）
《看門狗》的登場角色之一，艾登的外甥，本作中為倫敦帝國學院博士生。
妮琪·皮爾斯（Nicky Pearce）
《看門狗》的登場角色之一，艾登的妹妹，活動規劃師兼業餘唱詩班女高音，因艾登的梅洛特事件失去女兒莉娜。
於DLC 血脈相承中以劇情角色登場。
莉娜·皮爾斯（Lena Pearce）
《看門狗》的登場角色之一，艾登的外甥女，因艾登的梅羅德酒店事件遭收尾人攻擊而喪生，得年6歲。
於DLC 血脈相承中以劇情角色登場（只有聲音）。
約爾迪·秦 （Jordi Chin）
《看門狗》的登場角色之一，過去曾被艾登聘用的收尾人，具有相當的個人原則。
康妮·羅賓森（Connie Robinson）
DedSec倫敦地區的成員。
湯瑪士·蘭伯特（Thomas Rempart）
法國私人保全公司蘭伯特SA的執行長。
思凱·拉森（Skye Larson）
同《看門狗 自由軍團》登場角色。
馬可仕·哈洛威（Marcus Holloway）
《看門狗2》的主角，於DLC 血脈相承的約爾迪的合約任務中以聯絡人角色登場（只有聲音）。

## 備註
1. ↑  額外工作由育碧蒙特利爾、育碧巴黎、育碧布加勒斯特、育碧基輔和育碧回聲負責[1]